# Агринион
Агри́нион (греч. Αγρίνιον ή Αγρίνιο; со старым именем Врахори) — город в Греции. Расположен на высоте 91 метров над уровнем моря, к северо-западу от озера Трихониса, на левом берегу Ахелооса, в 29 километрах к северу от Месолонгиона, в 51 километре к северо-западу от Патр и в 215 километрах к северо-западу от Афин. Административный центр одноимённой общины (дима) в периферийной единице Этолии и Акарнании в периферии Западной Греции. Население 46 899 жителей по переписи 2011 года. Крупнейший город Этолии и Акарнании. Второй по величине после Патр город в Западной Греции.
Основан до македонского вторжения в Элладу в середине IV века до н. э. Заново построен после землетрясения 1887 года. Является крупным центром табачной промышленности. В городе находятся текстильные и пищевые предприятия.

## Транспорт
По юго-западной окраине города проходит национальная дорога 5, часть европейского маршрута E951. По восточной окраине города проходит национальная дорога 38, часть европейского маршрута E952.
Железнодорожная станция «Агринион» закрыта.

## Сообщество Агринион
В общинное сообщество Агринион входят 13 населённых пунктов. Население 48 645 жителей по переписи 2011 года. Площадь 84,02 квадратного километра.
| Населённый пункт    | Население (2011), человек |
| ------------------- | ------------------------- |
| Айос-Иоанис-Риганас | 327                       |
| Агринион            | 46 899                    |
| Акропотамос         | 108                       |
| Бузион              | 115                       |
| Велухи              | 66                        |
| Диамандеика         | 239                       |
| Лефка               | 152                       |
| Лиангеика           | 44                        |
| Пирьион             | 53                        |
| Стронгилеика        | 26                        |
| Схинос              | 22                        |
| Элефтерия           | 147                       |
| Янузи               | 447                       |

## Население
| Год  | Население, человек |
| ---- | ------------------ |
| 1991 | 41 396             |
| 2001 | 45 354             |
| 2011 | ↗ 46 899           |

## Известные уроженцы и жители
- Панайотис Данглис (1853—1924) — греческий генерал и политик, командующий греческой армией на Салоникском фронте в Первую мировую войну.
- Киприан (Куцумбас) (1935—2013) — Первоиерарх и Председатель Священного Синода противостоящих.